# Sarah Pavan
Sarah Pavan (Kitchener, 16 augustus 1986) is een Canadees volleyballer en beachvolleyballer. In de zaal was ze onderdeel van nationale ploeg en was ze in clubverband in verschillende landen succesvol. In het beachvolleybal won ze in 2019 de wereldtitel. Daarnaast nam ze tweemaal deel aan de Olympische Spelen en won ze de gouden medaille bij de Gemenebestspelen in 2018.

## Carrière

### Zaal: 1996 tot heden

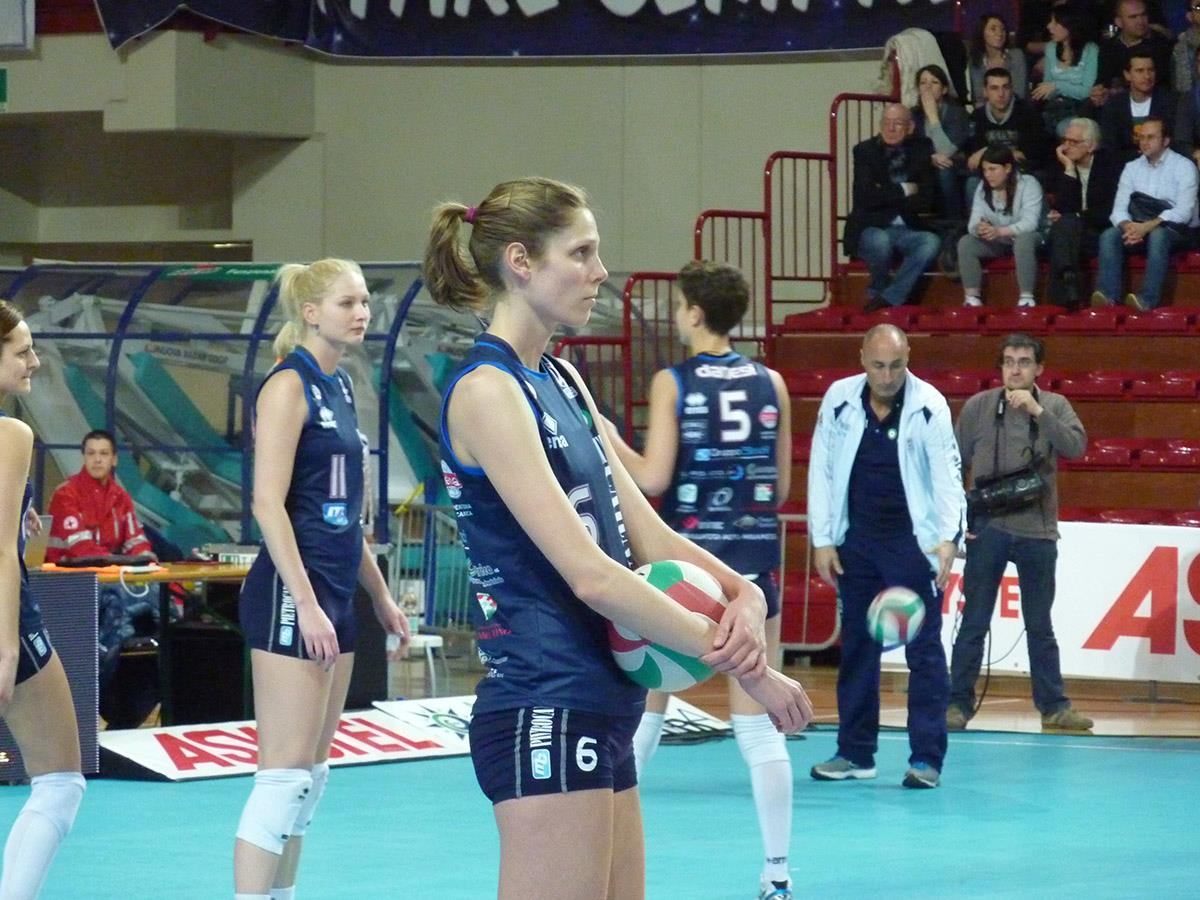
Pavan uitkomend voor Villa Cortese (2012)

Pavan begon op tienjarige leeftijd met volleybal en als veertienjarige debuteerde ze in het nationale jeugdteam. In 2003 kwam ze voor het eerst uit in de nationale ploeg in de FIVB World Grand Prix, waarmee ze destijds de jongste international werd. Het jaar daarop eindigde Pavan met het nationale team als vierde bij het Noord-Amerikaans kampioenschap en begon ze aan haar studie aan de University of Nebraska waar ze in het universiteitsteam speelde. Na afronding van haar studie vertrok Pavan in 2008 voor twee jaar naar de Italiaanse club Spes Volley Conegliano. Vervolgens speelde ze een seizoen voor Korea Expressway in Zuid-Korea, waarna ze terugkeerde in Italië bij MC-Carnaghi Villa Cortese. Met Villa Cortese eindigde Pavan in 2012 als tweede in de Italiaanse competitie. Van 2012 tot en met 2014 kwam Pavan uit voor de Braziliaanse club Rio de Janeiro VC waarmee ze tweemaal Braziliaans kampioen werd. Daarna speelde ze opnieuw een seizoen in Zuid-Korea bij GS Galtex Seoul en twee seizoenen in China bij Shanghai Volleyball om vanaf 2017 terug te keren in de Italiaanse competitie bij VBC Casalmaggiore.

### Beach: 2013 tot heden
Met het oog op een olympische deelname begon Pavan in 2013 met professioneel beachvolleybal. Ze vormde tot en met 2016 een duo met Heather Bansley. Het tweetal speelde het eerste jaar zeven reguliere toernooien in de FIVB World Tour met als beste resultaat een vijfde plaats in Long Beach. Ze deden daarnaast mee aan de wereldkampioenschappen beachvolleybal in Stare Jabłonki, waar ze in de zestiende finale werden uitgeschakeld door het Oostenrijkse duo Barbara Hansel en Katharina Schützenhöfer. In 2014 speelden Pavan en Bansley tien FIVB-wedstrijden en behaalden ze drie vijfde plaatsen (Praag, Gstaad en Stare Jabłonki).
Het jaar daarop begonnen ze met een vijfde plaats in Fuzhou en haalden ze in aanloop naar de WK driemaal de top tien met tweede plaatsen in Praag en Poreč. In Nederland eindigde het duo bij de WK als vijfde nadat het de kwartfinale verloren had van het Braziliaanse tweetal Maria Antonelli en Juliana Felisberta da Silva. Vervolgens behaalden Pavan en Bansley zowel in Gstaad als Yokohama de derde plaats. Bij de overige World Tour-toernooien eindigden ze eveneens in de top tien en bij de World Tour Finals in Fort Lauderdale werden ze vierde. In 2016 speelde het tweetal zeven reguliere FIVB-toernooien waarbij het enkel toptienplaatsen behaalde; in Moskou (derde) en Poreč (tweede) werd bovendien het podium gehaald. Bij de Olympische Spelen in Rio de Janeiro bereikten Pavan en Bansley de kwartfinale waar ze werden uitgeschakeld door de latere olympisch kampioenen Laura Ludwig en Kira Walkenhorst.
Na de Spelen ging het duo uit elkaar en vanaf 2017 speelde Pavan met Melissa Humana-Paredes. Het tweetal behaalde in hun eerste seizoen enkel toptienplaatsen. Ze wonnen in Poreč, eindigden als tweede in Rio de Janeiro en Olsztyn en werden derde in Gstaad. Bij de WK in Wenen bereikte het duo de halve finale die verloren werd van de Amerikanen April Ross en Lauren Fendrick. In de wedstrijd om het brons werden Pavan en Humana-Paredes vervolgens verslagen door het Braziliaanse duo Larissa França en Talita Antunes da Rocha. Bij de World Tour Final in Hamburg eindigde het duo eveneens als vierde. In 2018 wonnen Pavan en Humana-Paredes de gouden medaille bij de eerste editie van het beachvolleybaltoernooi op de Gemenebestspelen in Gold Coast ten koste van het Australische duo Mariafe Artacho en Taliqua Clancy. In de World Tour boekten ze verder overwinningen in Xiamen en Gstaad.
Het seizoen daarop begonnen ze met een vierde plaats in Yangzhou en een tweede plaats in Las Vegas. In 2019 nam het duo in aanloop naar de WK deel aan vier toernooien met twee vijfde plaatsen (Xiamen en Warschau) en een tweede plaats (Itapema) als resultaat. In Hamburg wonnen Pavan en Humana-Paredes de wereldtitel door het Amerikaanse duo Alexandra Klineman en April Ross in twee sets te verslaan. Na afloop speelde het tweetal vier reguliere FIVB-wedstrijden met twee vijfde plaatsen (Gstaad en Tokio) en twee overwinningen (Edmonton en Wenen) als resultaat. Bij de World Tour Finals in Rome eindigden ze als vijfde en ze sloten het seizoen af met de eindoverwinning in de FIVB World Tour. In 2021 speelde het duo in aanloop naar de Spelen zeven wedstrijden in de World Tour. Daarbij eindigden ze tweemaal als tweede (Doha en Cancun), eenmaal als derde (Gstaad) en tweemaal als vierde (Cancun en Ostrava). In Tokio kwamen Pavan en Humana-Paredes bij het olympisch beachvolleybaltoernooi tot aan de kwartfinale die ze verloren van Artacho en Clancy.

## Palmares

### Beach
Kampioenschappen
- 2015: 5e WK
- 2016: 5e OS
- 2017: 4e WK
- 2018:  Gemenebestspelen
- 2019:  WK
- 2021: 5e OS

FIVB World Tour
- 2015:  Praag Open
- 2015:  Poreč Major
- 2015:  Gstaad Major
- 2015:  Grand Slam Yokohama
- 2016:  Grand Slam Moskou
- 2016:  Poreč Major

- 2017:  4* Rio de Janeiro
- 2017:  5* Poreč
- 2017:  5* Gstaad
- 2017:  4* Olsztyn
- 2018:  4* Xiamen
- 2018:  5* Gstaad
- 2018:  4* Las Vegas
- 2019:  4* Itapema
- 2019:  3* Edmonton
- 2019:  5* Wenen
- 2019:  FIVB World Tour
- 2021:  4* Doha
- 2021:  4* Cancun
- 2021:  4* Gstaad